# Трихопсис
Трихопсис (Trichopsis) — рід лабіринтових риб з родини осфронемових (Osphronemidae), підродина макроподових (Macropodusinae).
Наукова назва Trichopsis жіночого роду, походить від давньогрецьких слів θρίξ (трих), що означає «волосся», і ὄψις (опсис), що означає «зовнішній вигляд».
У природі трихопсиси мешкають у мілководних водоймах з рослинністю на поверхні.

## Склад роду
Включає 3 види риб, поширених в Південно-Східній Азії:
- Trichopsis pumila  (Arnold, 1936) — карликовий гурамі; максимальна стандартна (без хвостового плавця) довжина 4 см; Таїланд та Камбоджа[3][4].
- Trichopsis schalleri  Ladiges, 1962 — гурамі Шаллера; максимальна стандартна довжина 5 см; Таїланд та Лаос[3][4].
- Trichopsis vittata  Cuvier, 1831 — гурамі-буркун; максимальна стандартна довжина 7 см; Таїланд, Лаос, Камбоджа, В'єтнам, Малайзія, Сінгапур, Індонезія[3][4].

Типовим видом для роду був визначений Trichopsis striata (Bleeker, 1850), за монотипією. Зараз ця назва є синонімом Trichopsis vittata (Cuvier, 1831).
Видоутворення в роді Trichopsis сталося близько 7 мільйонів років тому, це дуже короткий проміжок часу в еволюційному масштабі.
Найближчими родичами вважаються роди Pseudosphromenus і Betta.
2005 року були опубліковані результати дослідження ДНК численних зразків усіх трьох визнаних видів. Аналіз мітохондріальної (COX1) та ядерної (RAG1) ДНК показав, що всі популяції T. pumila утворюють один єдиний вид, у той час як серед популяцій T. vittata та T. schalleri є локальні варіації, які можуть виявитись окремими видами. Філогенетичні дерева, реконструйовані з наборів даних COX1 та COX1 + RAG1, засвідчили наявність трьох клад, що відповідають трьом видам роду. Були також досліджені зразки трихопсисів з району Пхетчабурі у Таїланді, що мають розмір подібний до T. schalleri, на предмет потенційного існування нового виду. Насправді ці риби з дикої природи виявилися міжвидовими гібридами між самцем Т. pumila і самкою T. vittata. Морфологічно вони відрізняються від T. schalleri.

## Опис
Мають видовжене, стиснене з боків тіло з гострою мордою, рот маленький, косо спрямований догори. Спинний плавець короткий, анальний довгий. Представники роду діагностуються за такими ознаками: початок спинного плавця розташований далеко позаду основи грудного плавця; черевні плавці мають один твердий промінь з ниткоподібним подовженням і 4 м'яких промені; спинний плавець має 2-4 твердих промені; анальний плавець має 4-8 твердих променів; бічна лінія відсутня.
Дорослі представники трьох видів розрізняються за розміром та забарвленням. T. vittata — найбільший серед них; ці риби мають на тілі три (іноді чотири) поздовжні темні смуги. Далі за розміром іде Т.  schalleri, він має дві поздовжні смуги. T. pumila — найменший, але найяскравіше забарвлений, представник роду; дві невиразні поздовжні смуги складаються у нього з окремих крапок.
Як і решта представників підряду лабіринтових риб (Anabantoidei), трихопсиси мають додатковий орган дихання, відомий як лабіринтовий орган. Він дозволяє рибам використовувати для дихання атмосферне повітря й виживати у бідних на кисень водах.

## Вокалізація
Характерною особливістю тріхопсисів є їхня здатність видавати тріскучі звуки, що трохи нагадують скрекотіння жаб. Чітке тріскотіння супроводжує візуальні прояви агресії або репродуктивної поведінки. Лабораторні дослідження показали, що звук, вироблений під водою, можна почути на відстані до 10 м.
Серед лабіринтових риб лише представники роду Trichopsis володіють добре розвиненим грудним механізмом створення звуку. Їх унікальний звуковий орган включає модифіковані сухожилля та м'язи грудних плавців, а також промені цих плаців, які діють подібно до струн гітари. Швидке тіпання грудних плавців генерує сплески коротких подвійних звукових імпульсів. Тривалість сплесків, рівень звуку та домінантна частота є специфічними для кожного виду. Довжина подвійного імпульсу становить 142 мс у Т. vittata, 316 мс у Т. pumila і 473 мс у T. schalleri; рівень звукового тиску 117,1 дБ у Т. vittata, 118,3 дБ у T. schalleri і 126,5 дБ у Т. pumila.
«Найговіркішими» серед трихопсисів є гурамі-буркуни T. vittata. «Говорять» переважно збуджені самці. Грудний механізм вокалізації у самок Trichopsis vittata приблизно на третину менший, ніж у самців, а у самок карликового гурамі Trichopsis pumila він зовсім відсутній.

## Поведінка
Хоча трихопсиси менш агресивні, ніж їх родичі з роду Betta, самці ведуть між собою боротьбу і залицяються до самок в аналогічний, хоч і менш складний спосіб. Під час поєдинку суперники, демонструючи свою силу, стають антипаралельно боком один до одного й розправляють плавці. При цьому вони швидко кружляють, описуючи маленькі кола. Водночас риби видають звуки, що супроводжуються швидким рухом грудних плавців. Бійка рідко переходить в активну фазу, коли риби починають кусатися ротами. Помічено, що зазвичай суперники завершують поєдинки, не завдаючи один одному фізичної шкоди. Вони візуально оцінюють силу противника; додаткову інформацію про боєздатність суперника дають звуки, які видають риби. Кількість звуків буває найвищою на початку поєдинку, згодом вона швидко зменшується.
Між трьома видами роду існують суттєві відмінності не лише у характері звуків, але й в особливостях поведінки під час поєдинку. Тривалість боротьби, кількість звуків і кількість атак є найвищими у Trichopsis schalleri, поєдинки цих риб можуть тривати 2 години й більше, у той час, як більшість боїв у Т. vittata і T. pumila припиняються протягом 30 хвилин. T. schalleri випускає в середньому 394 звукових імпульсів за бій, тоді як у Т. vittata цей показник становить 114, а у T. pumila лише 45 імпульсів. Тільки Trichopsis vittata у другій фазі з'ясування стосунків стають мордою один до одного, це також єдиний вид, що випускає звуки серіями й під час бійки змінює забарвлення. У T. pumila поєдинки найкоротші, а кількість атак є найменшою; суперники в антипаралельній позиції завалюють голову вниз або навпаки задирають її догори, а також намагаються вдарити один одного хвостом. Радіус кружляння та відстань між суперниками у цього виду є найбільшими, а рівень звукового тиску найвищим. В усіх трьох видів суперники на деякий час припиняють поєдинок, щоб зробити черговий ковток повітря.

## Розмноження
У період нересту самці Trichopsis для виведення потомства будують гнізда з піни. Місце його розташування не є сталим, гніздо може бути збудоване як біля поверхні, так і в товщі води у сплетінні рослин або ж у печері біля дна. Лише гурамі-буркун найчастіше будує гніздо під широким листком рослини, що плаває на поверхні води. Як правило, гніздо в трихопсисів буває слабким і швидко розпадається.
Ікра відкладається окремими порціями-пакетами. Інкубаційний період триває 1-2 доби. Личинки мають на голові липкі ниточки, за допомогою яких вони тримаються в гнізді. За 2-4 доби личинки перетворюються на мальків.

## Господарське значення
Трихопсиси — дрібні риби, тому в рибальстві вони не мають господарського значення. Натомість усіх їх тримають в акваріумах.
Як акваріумні риби тріхопсиси невибагливі, але люблять тепло. Частіше тримають гурамі-буркунів (Trichopsis vittata), у яких вимоги до температури є більш помірними: 24-26 °C проти 25-28 °C і вище для зовні більш привабливого карликового гурамі (Trichopsis pumila).